# (87954) Tomkaye
(87954) Tomkaye est un astéroïde de la ceinture principale.

## Description
(87954) Tomkaye est un astéroïde de la ceinture principale. Il fut découvert le 2 octobre 2000 à Fountain Hills (Arizona) par Charles W. Juels. Il présente une orbite caractérisée par un demi-grand axe de 2,59 UA, une excentricité de 0,18 et une inclinaison de 12,0° par rapport à l'écliptique.

## Compléments